# Едуард Титченър
Едуард Брадфорд Титченър (на английски: Edward Bradford Titchener) е английски психолог, студент на Вилхелм Вунт. Той пренася структурализма в САЩ от психологическата лаборатория на Вундт в Лайпциг.
Предметът на структурализма е опитът. Съзнанието се определя като общата сума на опита във всеки даден момент, а психиката – като общата сума на опита през целия живот. Титченър смята, че психологията трябва да изучава обобщената човешка психика, а не отделните психики и в никакъв случай индивидуалните различия.
Още учи, че съществуват три елементарни състояния на съзнанието – усещания, образи и афективни състояния. Усещанията са основните елементи на възприятието; образите са елементите на идеите, а афективните състояния са елементите на емоциите. Към края на живота си започва да твърди, че психологията не трябва да изучава елементите, а дименсионалните атрибути на психичния живот, които според него са качество, интензитет, продължителност, просторност и яснота. Поставя под съмнение контролирания метод на интроспекцията и препоръчва по-открития, феноменологичен подход. Макар това последното изречение да изглежда доста противоречиво спрямо други източници.
Почетен доктор на Харвардския университет, Университета „Кларк“ и Уисконсинския университет.